# Thomas Fairfax-Ross
Thomas Fairfax-Ross, britanski general, * 1897, † 1960.